# Aldea Real
Aldea Real er en by og kommune i det centrale Spanien i provinsen Segovia. Den har et indbyggertal på 287 (2024) indbyggere.